# 혈액뇌장벽

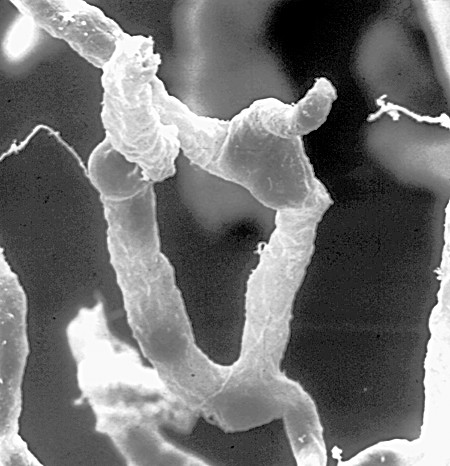
뇌세포를 이루는 모세혈관 연결망의 일부

혈액-뇌 장벽(血液腦障壁, Blood-Brain Barrier,BBB) 또는 뇌혈관장벽은 뇌와 혈액을 보다 격리시키는 혈관 장벽으로 높은 선택적 투과성을 갖고 있어 뇌를 포함한 중추신경계의 조절기능을 세균 등과 같은 혈액으로 운반될 수 있는 병원체와 혈액 내의 잠재적인 위험 물질로부터 격리시키는 역할을 한다. 파울 에를리히(Paul Ehrlich)이 실험을 통해 발견했는데, 푸른색 염료를 동물의 혈관에 주입했을 때, 뇌와 척수조직을 제외한 모든 조직이 파랗게 물드는 현상과, 같은 염료를 뇌를 감싸는 용액에 주입했을 때 뇌와 척수만 파랗게 물드는 현상을 토대로 혈뇌장벽의 존재를 밝혔다. 뇌 모세혈관의 내피세포는 성상교세포의 발동기로부터 분비되는 물질에 의해 밀착연접을 형성하여 세포 간 용질의 이동을 방해하여 고분자와 친수성 물질의 통과를 막는다. 이로 인해 수용성 분자가 혈액 뇌 장벽을 통과하기 위해서는 특별한 채널이나 운반체 단백질을 필요로 한다.
뇌의 일부분에는 혈액 뇌 장벽이 없는 부분이 있으며, 이 부분들을 뇌실주위기관이라고 한다. 뇌실 주위 기관에는 능형오목의 가장 아래쪽에 있는 최후영역과 뇌궁하기관, 종말판의 맥관기관, 후교련 밑의 교련하기관, 시상하부의 정중융기 등이 있으며, 뇌하수체와 송과선도 뇌실 주위 기관으로 분류한다. 최하 구역을 제외한 모든 뇌실 주위 기관은 제3뇌실과 연관되어 있으며, 모두 정중앙 부위에 있다. 이 중에서 최후 영역은 일종의 화학수용기로 구토를 일으키는 여러 화학물질에 반응하여 구토반사를 일으킨다. 맥관 기관 역시 혈액이나 뇌척수액 내에 존재하는 펩타이드와 단백질에 대한 화학수용기로 작용한다고 알려져 있다. 시상하부의 정중융기와 뇌하수체 및 송과선은 모두 호르몬을 분비하는 내분비기관이다. 이 부분에 있는 혈관은 중추신경계통의 모세혈관에 나타나는 밀착연접이 없으며, 다른 내분비기관과 같이 유창모세혈관으로 구성되어 있다.

## 지용성
뇌 모세혈관과 교세포가 촘촘히 잘 짜여져 부착되는 뇌혈관장벽은 지용성 투과성이 있으므로 뇌에서의 작용이 필요한 호르몬제제등은 지용성 용해도가 주요하게 다루어진다.

## 바이러스
몇몇 바이러스등은 이러한 뇌혈관장벽을 투과할 수 있다. 광견병바이러스나 매독균의 신경매독이 언급된다.